# خط اتحاد
کمان اتحاد (به انگلیسی: Tie): خطی کمانی یا منحنی شکلی است که اگر در بالا یا پایین دو نت همنام و هم‌صدا قرار گیرد، دیرند (مقدار کِشِشِ زمانی) آن دو نت را به یکدیگر پیوند می‌دهد و دونت به یک نت تبدیل می‌شوند که ارزش زمانی آن از ترکیب ارزش زمانی آن دو نت تشکیل شده‌است. کمانی که بین نت‌ها قرار می‌گیرد تا این مفهوم را ارائه کند کمان اتحاد نام دارد. به عبارت دیگر خط اتحاد خطی است منحنی که کشش دو نت را به هم می‌پیوندد
هرگاه چند کمان اتحاد بین چند نت متوالی هم‌صدا نیز قرار گیرد، دیرند نت‌ها را به یکدیگر پیوند می‌زند؛ یعنی نت اول به صدا در می‌آید و دیرند نتهایی که کمان اتحاد آن‌ها را به یکدیگر پیوند داده جمع می‌شود و فقط نت اول به صدا درآمده و به اندازه بقیه دیرندها که کمان اتحاد، آن‌ها را به هم وصل کرده امتداد پیدا می‌کند. پس اگر بین چهار نت سیاه هم‌صدا سه کمان اتحاد، آن‌ها را به یکدیگر پیوند داده باشند، ارزش زمانی مورد نظر معادل یک گرد امتداد پیدا می‌کند. اگر بین چهار نت چنگ هم‌صدا سه کمان اتحاد آن‌ها را به یکدیگر پیوند داده باشد، ارزش زمانی مورد نظر معادل یک نت سفید امتداد خواهد داشت.

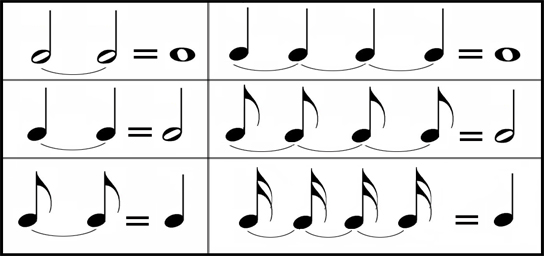
خط اتحاد - عکس از کتاب «آموزش گیتار مقدماتی تا پیشرفته» نویسنده: پوریا مفتون